# Энергетика Литвы
Энергетика Литвы — производство тепловой и электрической энергии в Литве.
Литва импортирует все основные виды топлива и энергии: нефть, природный газ и каменный уголь.
После закрытия Игналинской АЭС (с 2010, по требованию ЕС, оговорённому при вступлении страны в эту организацию) топливный баланс страны кардинально изменился: она стала энергодефицитной страной. Общее потребление различных видов топлива и энергии в Литве в 2010 году составило 7042,7 тыс. тонн в нефтяном эквиваленте; 36,3 % потребностей страны покрывалось за счёт нефтепродуктов, 35,4 % — за счёт природного газа.

## Обзор
Страна является нетто-импортёром  электроэнергии. Доля электроэнергии в конечном энергетическом потреблении является невысокой и существенно дифференцируется по основным секторам (таблица 1).
Электроэнергетический комплекс страны на конец 2019 года характеризуется следующими основными показателями: установленная мощность генерирующих источников - 3378 МВт, производство электроэнергии-брутто - 3972  млн кВт∙ч. При этом следует обратить внимание, что ни одна из стран Балтии не испытала столь динамичных и глубоких изменений в производстве электроэнергии, это объясняется выводом из эксплуатации Игналинской АЭС и снижением потребления электроэнергии в промышленности, на транспорте и в сельском хозяйстве (таблица 2).

EES EAEC. Производство электроэнергии-брутто в Литве, 1945-2019, млрд кВт∙ч

Потребление электроэнергии в промышленности в 2019 году в сравнении с 1990 годом снизилось с 5,5  до 3,8 млрд  кВт∙ч, на транспорте - с 212 до 78 млн кВт∙ч. Однако наибольшее снижение потребления электроэнергии за этот период в сельском хозяйстве (включая лесное и рыболовство) - с 2,7 до 0,2 млрд  кВт∙ч.
| Таблица 2. Расходная часть баланса электрической энергии Литвы, 1990-2019, млн кВт∙ч. |       |      |      |      |       |       |
| Статья                                                                                | 1990  | 1995 | 2000 | 2010 | 2015  | 2019  |
| Конечное потребление                                                                  | 12729 | 7094 | 8865 | 9323 | 10165 | 11409 |
| Энергетический сектор (энергетическое использование)                                  | 716   | 739  | 888  | 991  | 823   | 868   |
| Брикетирование бурого угля и торфа                                                    | 11    | 3    | 6    | 6    | 7     | 9     |
| Добыча нефти и газа                                                                   | 0     | 0    | 19   | 18   | 22    | 16    |
| Нефтеперерабатывающие заводы                                                          | 446   | 331  | 664  | 625  | 612   | 651   |
| Прочие потребители энергетического сектора                                            | 259   | 405  | 199  | 342  | 182   | 193   |
| Промышленность                                                                        | 5460  | 2705 | 2833 | 2654 | 3313  | 3794  |
| Черная металлургия и сталелитейная промышленность                                     | 7     | 41   | 29   | 19   | 19    | 12    |
| Химическая и нефтехимическая промышленность                                           | 1007  | 499  | 598  | 680  | 713   | 807   |
| Строительство                                                                         | 258   | 81   | 117  | 106  | 143   | 149   |
| Пищевая и табачная промышленность                                                     | 597   | 370  | 496  | 545  | 698   | 773   |
| Машиностроение                                                                        | 1188  | 384  | 335  | 108  | 171   | 305   |
| Горная промышленность и разработка карьеров                                           | 70    | 22   | 37   | 24   | 27    | 39    |
| Производство нерудных материалов                                                      | 736   | 250  | 230  | 185  | 243   | 264   |
| Целлюлозно-бумажная промышленность и полиграфия                                       | 150   | 103  | 91   | 237  | 162   | 199   |
| Текстильная и кожевенная промышленность                                               | 544   | 297  | 252  | 160  | 158   | 151   |
| Производство траспортного оборудования                                                | 120   | 46   | 51   | 31   | 30    | 27    |
| Пиломатериалы и деревообрабатывающая промышленность                                   | 481   | 71   | 280  | 250  | 343   | 370   |
| Прочие отрасли промышленности                                                         | 302   | 541  | 317  | 309  | 606   | 699   |
| Транспорт                                                                             | 212   | 96   | 103  | 76   | 67    | 78    |
| Железная дорога                                                                       | 111   | 23   | 8    | 11   | 11    | 15    |
| Дороги, шоссе                                                                         | 99    | 63   | 48   | 39   | 35    | 37    |
| Трубопроводный транспорт                                                              | 2     | 10   | 47   | 26   | 21    | 25    |
| Другие сектора                                                                        | 6341  | 3554 | 5041 | 5602 | 5962  | 6670  |
| Бытовые потребители                                                                   | 1762  | 1544 | 2162 | 2590 | 2660  | 2913  |
| Коммерческий сектор и предприятия общего пользования                                  | 1882  | 1489 | 2686 | 2839 | 3110  | 3543  |
| Сельское, лесное хозяйство и рыболовство                                              | 2697  | 521  | 193  | 173  | 192   | 214   |

Энергетическая зависимость от импорта энергоносителей страны за период с 1990 по 2019 годы, сформированная по данным Eurostat, иллюстрируется семейством кривых, представленных на диаграмме.

EES EAEC. Энергетическая зависимость Литвы, 1990-2019, проценты

Современная структура энергетического хозяйства Литвы характеризуется отдельными статьями  топливно-энергетического баланса (ТЭБ) за 2019 год.
| Таблица 1. Отдельные статьи ТЭБ Литвы за 2019 г., тыс. тонн нефтяного эквивалента |                                |         |        |                                     |                 |           |                |
| Энергоносители                                                                    | Производство первичной энергии | Экспорт | Импорт | Конечное энергетическое потребление | Промыш-ленность | Транспорт | Другие сектора |
| Электроэнергия                                                                    | --                             | 337     | 1141   | 906                                 | 326             | 7         | 573            |
| Теплоэнергия                                                                      | 302                            | --      | --     | 846                                 | 221             | --        | 624            |
| Производные газов                                                                 | --                             | --      | --     | --                                  | --              | --        | --             |
| Природный газ                                                                     | --                             | 434     | 2297   | 584                                 | 304             | 26        | 254            |
| Невозобновляемые отходы                                                           | 35                             | --      | --     | 1                                   | 1               | --        | --             |
| Ядерное тепло                                                                     | --                             | --      | --     | --                                  | --              | --        | --             |
| Сырая нефть и нефтепродукты (без биотоплива)                                      | 40                             | 7583    | 10815  | 2208                                | 42              | 2042      | 123            |
| Сланец и битуминозный песок                                                       | --                             | --      | --     | --                                  | --              | --        | --             |
| Торф и продукты из торфа                                                          | 8                              | 1       | 18     | 22                                  | 1               | --        | 21             |
| Возобновляемые и биотопливо                                                       | 1654                           | 278     | 191    | 723                                 | 111             | 75        | 537            |
| Твердое органическое топливо                                                      | --                             | --      | 183    | 168                                 | 106             | --        | 62             |
| Всего                                                                             | 2039                           | 8632    | 14646  | 5458                                | 1111            | 2151      | 2196           |
| Доля электроэнергии                                                               | --                             | --      | 7,79%  | 16,60%                              | 29,34%          | 0,33%     | 26,09%         |

2021 г. — последствия мирового энергетического кризиса. 
2022 г. — власти трех прибалтийских стран запретили импорт российского газа в 2022—2023 годах.
В 2023 году Литва, как и вся Прибалтика, продолжила снижать спрос на газ — объём потребления упал на 50 % и составил 1,36 млрд кубометров, по данным ENTSOG (следом по снижению потребления идет Латвия (37% - до 739 млн) и Эстония (36% - до 303 млн кубометров)).

## Энергоносители
Суммарные запасы энергоносителей Литвы оценочно не превышают 0,003 млрд тут (в угольном эквиваленте) и приходятся на сырую нефть.

### Газ
Предприятия, имеющие лицензию на продажу газа на рынке страны:
- «Летувос дуес» — владелец всей сети газопроводов, поставляет газ населению.
- «Йосвайняй» — владеет частью газопровода; принадлежит корпорации «Виконда» (Vikonda), поставляет газ профилированным с ней предприятиям.
- «Ахема» (Achema), производитель минеральных удобрений и крупнейший потребитель природного газа в стране — поставляет газ профилированным с ним предприятиям.
- «Дуютякена» (lt:Dujotekana) — через зарегистрированное в Швейцарии предприятие импортирует ~20 % потребляемого в стране газа; президент Владимир Орехов.

Повышение, в течение 2011 г., отпускных цен «Газпромом» на газ (который в общей стоимости отопления занимает 70 %) на 38 % — привело к подорожанию стоимости отопления квартир в сезоне 2011—2012 гг. на 20 % (в Вильнюсе — на 25 %).
Потребление газа в Литве за три квартала 2019 года увеличилось на 10 % (и составило 16,7 тераватт-часа) по сравнению с тем же периодом прошлого года.
На 2020 год Литва стала крупнейшим в Восточной Европе импортером российского сжиженного природного газа (это создает большие проблемы Польше, намеревающейся перепродавать соседней стране американский СПГ).
С 2021 года потребление газа в Литве сократилось более, чем вдвое (это произошло как из-за теплой зимы, так и высоких цен на газ в первые месяцы 2022 года, что привело к закрытию Achema — крупнейшего производителя удобрений в Прибалтике и крупнейшего потребителя).

В апреле 2022 года Литва прекратила импорт российского газа в страну, а позже законодательно запретила поставки; основным источником топлива в стране остается терминал СПГ в Клайпеде.
По данным оператора AmberGrid, в первом полугодии 2021 года страна потребила 1,4 млрд кубометров, за тот же период 2022-го — 900 млн кубометров, на середину 2023-го — 600 млн кубометров.
Газопроводы
О планах соединения газовых сетей Литвы и Польши стало известно в апреле 2021 года (газопровод в Польшу соединит сети Литвы с Западной Европой, ранее они были интегрированы лишь в восточном направлении и не имели выхода на Запад). 
Газовое соединение между Литвой и Польшей — газопровод GIPL (Gas Interconnection Poland-Lithuania) — имеет протяженность 522 км, из них 165 км — на литовской территории. 
Совокупная стоимость проекта — 558 млн евро, из них Литва инвестировала 136 млн евро.
Строительство началось в январе 2020 г. и было завершено в октябре 2021 г. Коммерческая эксплуатация трубопровода с ограниченной мощностью началась 1 мая 2022 года, на полную мощность — с октября того же года.
Терминал СПГ

Разговоры о региональной газовой инфраструктуре начались ещё в 2006 г., когда страны Балтии договорились оценить идею строительства регионального терминала СПГ, но так как странам не удалось прийти к согласию, Литва в Клайпеде построила свой терминал. Позднее Литва призывала соседей признать проект СПГ-терминала региональным, и тем самым обрести возможность на получение европейской поддержки. Однако воспротивилась Эстония, желавшая соорудить свой терминал в Финском заливе, поэтому Литва согласилась, чтобы Эстония построила терминал меньших размеров…

В 2014 году вошел в строй Клайпедский терминал сжиженного природного газа (ТСПГ): терминал сжиженного газа «Freedom» и ПРГУ «Independence», в Клайпеде. Согласно бизнес-плану, объект должен был стать прибыльным к 2020 году. Срок аренды судна истекает в 2024 году, литовские власти намерены её продлить; с 2020 г. идут переговоры о покупке судна-хранилища СПГ (Independence или другого подобного судна).
До появления терминала «Газпром» был единственным поставщиком голубого топлива в Литву, в 2015 г. сотрудничавшая только с «Газпромом» компания «Lietuvos dujų tiekimas» (подразделение Летувос энергия) подписала договор со норвежской Statoil, обязывающий купить более половины необходимого ей годового объёма (около 300 млн кубометров газа) до октября 2016 г. Газ из Норвегии значительно дороже, и крупным производителям (концерну Achema, он закупал газ только у «Газпрома») нужны его большие объёмы, однако Сейм, под давлением консерваторов, принял закон, обязав ведущих импортёров покупать не менее 25 % именно на терминале сжиженного газа, невзирая на его дороговизну. Таким образом, цена закупки природного газа с терминала оказалась на треть выше, чем трубопроводного.
В 2017 г. Литва отказывается от намерений оборудовать подземное газовое хранилище в Сидеряй (Syderiai, Тельшяйский район), поскольку проект не привлек польские энергетические компании, а также после появления возможности использования Инчукалнсского хранилища газа в Латвии.
С весны 2019 г., согласно данным систем слежения за судами в Балтийском море, Литва закупает для своего СПГ-терминала сжиженный природный газ из России. Благодаря падению цен на спотовом рынке летом 2019 года загрузка терминала впервые в истории приблизилась к проектной, а заинтересованность в закупке газа через него проявила даже эстонская Eesti Energija. Закупленный газ Литва стала закачивать в Инчукалнсское подземное хранилище газа (Латвия), впервые в истории увеличив свою долю в его зимних запасах до 20 %. Однако доля долгосрочных контрактов в поставках через терминал составляет только 20 %, признал руководитель компании Арунас Молис.
За девять месяцев 2019 г. с ТСПГ было поставлено 56,5 % (на 76 % больше по сравнению с таким же периодом прошлого года), а по трубопроводу из Белоруссии и Латвии — 43,5 % всего объема газа, предназначенного для потребителей Литвы и других стран Прибалтики.
Однако Литва продолжает настаивать, чтобы Клайпедский терминал стал объектом регионального значения и плату за его использование вносили все участники потенциального регионального рынка, с чем те не согласны. Это препятствует объединению рынка, которое выдвигалось как условие для долгожданного снижения цен после его демонополизации в Прибалтике в соответствии с требованиями Третьего энергопакета ЕС, направленного против Газпрома. Реально после перехода на «свободный рынок» цены в регионе выросли в среднем на 30 %.
С начала 2020 г. Литва сдала ТСПГ в аренду польской госкомпании PGNiG.

### Нефть и бензин
После распада СССР Мажейкяйский НПЗ — единственный нефтеперерабатывающий завод в Прибалтике — хотел приобрести «Лукойл». Однако, литовский истеблишмент, из политических соображений, отдал завод американской компании Williams. Дело закончилось скандалом, компания через несколько лет обанкротилась, заявив, что не сможет отдать полученные от правительства Литвы кредиты. Ущерб от приватизации НПЗ был оценен в полтора миллиарда литов, сделку с американцами новоизбранный президент Роландас Паксас назвал «вредительством национального масштаба». 
В 2006 году контрольный пакет акций Mažeikių nafta приобрела польская нефтяная компания PKN Orlen. 
Нефтеперерабатывающий завод ORLEN Lietuva (поставляется российское сырьё).
Поставки бензина:
Statoil (Норвегия),
Neste (Финляндия),
Лукойл/Lukoil Baltija (Россия).
На деле еще с начала 2000 годов и Statoil и Neste торгуют на балтийском рынке топливом из того же российского сырья, закупаемым преимущественно на белорусских НПЗ, и его же экспортируют через Рижский порт.

## Теплоэнергетика
Тепловые электростанции: Каунасская ТЭЦ и др.
По договору с ЕС Польша и страны Балтии обязаны закрыть свои устаревшие тепловые электростанции[когда?]; это ещё больше усугубит дефицит электроэнергии в регионе, вызванный закрытием Игналинской АЭС в Литве, бывшим основным производителем электроэнергии в Прибалтике.
В 2017 китайцы начали строительство новой ТЭЦ в Каунасе для замены старой.

## Электроэнергетика
Производство энергии осуществляется на тепловых электростанциях (Литовской ГРЭС в Электренай, Каунасской ТЭЦ и др.) и гидроэлектростанциях (Каунасская ГЭС, Круонисская ГАЭС и др.).
Производство энергии ограничивается как высокой себестоимостью[уточнить] её производства из импортируемого топлива, так и остановкой Игналинской АЭС (с 31 декабря 2009, по требованию ЕС, оговорённому при вступлении страны в эту организацию).
Потребность страны в электроэнергии составляет около 10 млрд кВт·ч в год (2010); потребление в авг 2019—220 гигаватт-часов (+4 %)
Общий объём вырабатываемой энергии оценивается в 6,5 млрд кВт·ч в год (план 2010 г.), при этом лишь 0,4 млрд производится из собственных энергоисточников.

### Энергомосты
На начало 2014 года почти всю электроэнергию Литва импортировала из России, а также из Белоруссии
«..снижение цен жители должны ощутить уже в 2016 году: „После прокладки электороединения со Швецией в конце 2015 года цена в Литве в среднем должна снизиться на 2 евро (7 литов) за МВт“».
Прокладка кабеля энергомоста из Швеции NordBalt (700 МВт) велась с 2010 (испытания части линии проведены в 2011 году, пустить ток планировалось к 2015).

10 февраля 2016 по нему на литовский рынок поступила шведская электроэнергия.; 
с тех пор неоднократно ремонтировался.
Также, с 2016 года — энергомост из Польши LitPol Link (500 МВт).
По данным на 2020 год электроэнергия в Литве была одной из самых дешёвых в Европе; в том году цены ниже, чем в Литве (0,1321 евро за кВтч) на электроэнергию для бытовых потребителей среди стран ЕС были только в Хорватии (0,1307 евро за кВтч), Мальте (0,1298 евро за кВтч), Эстонии (0,1291 евро за кВтч), Венгрии (0,1009 евро за кВтч) и Болгарии (0,0982 евро за кВтч). 
С конца 2021 г. цена значительно (как и в прочих странах) выросла.

## Атомная энергетика
- бывшая (с 31 декабря 1983 года по 31 декабря 2009) Игналинская АЭС
- проект (неосуществимый) Висагинской АЭС

## Гидроэнергетика
В 2022 году мощность гидроэнергетики составляла 877 МВт.

## Альтернативная энергетика
Правительство Литвы планировало к 2020 году выработать 23 % всей электроэнергии из возобновляемых источников энергии, но эта цель была достигнута в 2014 году (23,9 %), а 
в 2015 году этот показатель составил 25,8 % (в среднем по ЕС — 16,7 %).; 
в 2016 году возобновляемая энергия составила 27,9 % от общего производства электроэнергии. 

## Возобновляемая энергия
В 2022 году мощность возобновляемой энергетики составляла 1617 МВт.

### Биогаз
В 2022 году мощность биогаза составила 37 МВт.

### Биоэнергетика
В 2022 году мощность биоэнергетики составляла 118 МВт.

### Ветроэнергетика
В 2014 г. ветряные электростанции (ВЭС, в Таурагском районе (22 установки общей мощностью 1 МВт), также мелкие в Пагегяйском, Шилутском, Шилальском, Клайпедском районах) произвели 6,4 % от всей потребленной электроэнергии (23,6 % от произведенной в стране).
В 2019 году мощность ветроэнергетики составляла 546 МВт, это 13 % в общем потреблении электроэнергии в стране.
В 2022 году мощность ветроэнергетики в Литве составляла 814 МВт.

### Солнечная энергетика
В 2022 году мощность солнечной энергетики в Литве составляла 568 МВт.